# Anywhere but Here
Anywhere but Here är ett musikalbum av Mayday Parade från 2009.

## Låtlista
- Alla låtar skrivna av Derek Sanders

1. "Kids in Love" – 3:36
2. "Anywhere but Here" – 3:09
3. "The Silence" – 3:35
4. "Still Breathing" – 3:52
5. "Bruised and Scarred" – 3:23
6. "If You Can't Live Without Me, Why Aren't You Dead Yet?" – 3:38
7. "Save Your Heart" – 3:42
8. "Get Up" – 3:03
9. "Center of Attention" – 3:01
10. "I Swear, This Time I Mean It" – 4:01
11. "The End" – 3:37